# Пристаниште (филм)
Пристаниште (фр. La Jetée) је француски научнофантастични филм из 1962. у режији Криса Маркера и повезан је са уметничким покретом на левој обали. Направљен скоро у потпуности од фотографија, прича причу о постнуклеарном ратном експерименту у путовању кроз време. Дуг је 28 минута и снимљен је црно-бело.
Добио је награду Жан Виго за кратки филм. Амерички научнофантастични филм Дванаест мајмуна из 1995. инспирисан је и позајмљује неколико концепата директно од Пристаништа.

## Радња
Мушкарац (Давос Ханич) је затвореник након Трећег светског рата у постапокалиптичном Паризу, где преживели живе под земљом у галеријама. Научници истражују путовање кроз време, надајући се да ће испитанике послати у различите временске периоде „да позову прошлост и будућност у спас садашњости“. Имају потешкоћа да пронађу субјекте који могу ментално да издрже шок путовања кроз време. Научници се на крају одлучују на главног јунака; његов кључ за прошлост је нејасно, али опсесивно сећање из његовог предратног детињства на жену (Елен Кателин) коју је видео на платформи за посматрање („мол“) на аеродрому Орли непосредно пре него што је тамо био сведок запањујућег инцидента. Није тачно разумео шта се догодило, али је знао да је видео човека како умире.
После више покушаја стиже до предратног периода. Он упознаје жену из свог сећања и развијају романтичну везу. Након његових успешних прелазака у прошлост, експериментатори покушавају да га пошаљу у далеку будућност. У кратком сусрету са технолошки напредним људима будућности, он добија моћну јединицу довољну да регенерише сопствено уништено друштво.
По повратку, са обављеном мисијом, схвата да ће га његови тамничари погубити. Јављају му се људи будућности, који му нуде да му помогну да трајно побегне у њихово време; али уместо тога тражи да се врати у предратно време свог детињства, надајући се да ће поново пронаћи жену. Он је враћен у прошлост, смештен на пристаништу на аеродрому, и пада му на памет да је вероватно у исто време ту и дечја верзија њега самог. Он је више забринут за лоцирање жене и брзо је уочава. Међутим, док јури ка њој, примећује агента својих тамничара који га је пратио и схвата да ће га агент убити. У последњим тренуцима схвата да је инцидент којем је био сведок као дете, а који га од тада прогања, његова сопствена смрт.

## Интерпретација
У Црно и плаво, њеној студији о послератној француској фантастици, Керол Мејвор описује филм као „девијацију на не-месту (у-топија) у не-времену (у-хронија)“ које она повезује са временом и местом бајке. Она даље елаборира: „чак и звук наслова резонује са бајковитим изненађењем када се нађеш у другом свету: Пристаниште евоцира 'là j'étais' (ту сам била)”. Под "у-топијом" Мејвор не мисли на "утопију" како се та реч обично користи; она такође описује двосмисленост дистопије/утопије у филму: „То је дистопија са надом у утопију, или је то утопија пресечена претњом дистопије.“
Хинксон се такође осврће на симболичну употребу слика: „Човек има повез преко очију неком врстом подстављеног уређаја и види слике. Човек је изабран за овај задатак зато што је ... задржао оштар ум због своје привржености одређеним сликама. Тако филм испричан употребом фотографија постаје гледање слика." Он даље примећује да сам Маркер није говорио о Ла Јетее као о филму, већ као о фото роману.
Јанис Карпузис прави структуралистичку анализу о филму, испитујући га као интермедијално уметничко дело: Крис Маркер ствара „архиву“ објеката и услова који имају сопствени фотографски квалитет и прате их исти предикати као слике. Дијалог између медија (фотографије и кинематографије) и филмског означитеља (филмски кадрови, прича и нарација) је стално у позадини.